# はらぺこツインズ
はらぺこツインズこと、小野 かこ（おの かこ、1991年〈平成3年〉8月3日 - ）と小野 あこ（おの あこ、1991年〈平成3年〉8月3日 - ）は、日本のYouTuber。一卵性双生児の姉妹であり、小野かこが姉、あこが妹。大食い企画の動画で人気を博している。キャッチコピーは「二人で20kgを食べる大食い双子」。

## 人物
三重県出身。中学時代に陸上競技を始めてから、徐々に食事の量が増す。中学校3年の時点で、男子のような大きな弁当を持つようになる。中学から高校にかけて、1日5食ほどの食事を送る。大学生時代に、友人たちと初めて中華料理の食べ放題に行き、自分たちは制限時間まで食べていたにもかかわらず周囲が苦しそうにしている様子を見て、大食いを自覚する。
学生時代にはトラック競技の選手として活躍しており、中学時代には姉妹で4×100メートルリレーの全国優勝経験がある。
2017年（平成29年）に、テレビ東京のバラエティ番組『元祖!大食い王決定戦』に出場して、かこが優勝、あこが準優勝という結果になる。この大会の後に、ファンから勧められたことや、フードファイターでYouTuberでもある木下ゆうかの影響、さらに当時スターバックスに凝り始めて出費が増えており、「小遣いになったら」との考えで、大食いを題材とするYouTubeチャンネルを開設する。
動画の内容は、自宅で自分たちで作った大盛りの料理の大食い、飲食店での大盛り料理への挑戦企画などであり、特に挑戦企画が多い。YouTube開始から約2か月後にBitStarに加入、テレビ出演も増加する。双子の姉妹共に大食いが得意という珍しさ、大食いの軽快さ、人柄の良さで人気を博しており。動画の内容では、ステーキやから揚げなど肉料理の大盛りが人気で、姉妹2人の奮闘ぶりが評価されている。親近感のある料理、姉妹2人で競うように食べ進める様子も評価されている
YouTubeの開始から半年と少々でチャンネル登録者数10万人を突破、それから1年足らずで30万人を突破。2019年（令和元年）7月から8月にかけてgooランキングで集計された「好きな大食い系YouTuberランキング」では3位を記録する。2020年（令和2年）からはテレビ東京の「デカ盛りハンター」に定期出演が決定。2021年（令和3年）のテレビ出演時には、大食いタレントたちの中における「新世代筆頭」との声もあり、視聴者からも応援の声が寄せられている。

## 過去の出演

### テレビ
- スイッチ! 「GWスペシャル　全日本うまいもの祭り2025 in モリコロパーク」（東海テレビ、2025年5月1日）- リポーター